# Monsta X
Monsta X (кор. 몬스타엑스) — южнокорейский хип-хоп-бойз-бэнд, сформированный в 2015 году компанией Starship Entertainment через шоу на выживание «NO.MERCY». Состоит из шести человек: Шону, Минхёка, Кихёна, Хёнвона, Чжухона и I.M. Бывший участник: Вонхо. Официальный дебют группы состоялся 14 мая 2015 года с мини-альбомом Trespass. В 2023 году дебютировал первый саб-юнит группы Shownu X Hyungwon состоящий из Шону и Хёнвона.

## Карьера

### Предебют
Группа Monsta X была сформирована в процессе шоу на выживание No.Mercy («Без пощады»), в котором Starship Entertainment, агентство, представляющее таких артистов, как SISTAR, Boyfriend, Cosmic Girls, UNIQ (Yoo Seung Woo, Mad Clown, Junggigo, Jooyoung) объединило свои силы с каналами Mnet и 1theK, с целью формирования новой мужской хип-хоп группы.
Шоу проходило при сотрудничестве с такими артистами как Rhymer, San E, Giriboy и Vasco, и заключалось в проверке способностей 12 стажеров агентства с помощью различных совместных выступлений. Параллельно с шоу «No Mercy» выходило шоу Deokspatch от канала 1theK, в котором зрители могли поближе познакомиться со стажерами. Выход эпизодов начался и закончился на неделю позже основных эпизодов шоу.
No Mercy началось с участием 12 стажеров, которые занимали места от 1 до 12, в зависимости от результата их работы и оценки судей. После каждого выступления, раз в неделю, стажеры, которые показывали слабый результат, исключались из шоу. В заключительном эпизоде, эфир которого проходил 11 февраля, было объявлено 7 участников новой группы, включая нового стажера, который присоединился к шоу позднее остальных. В окончательный состав MONSTA X вошли: Чжухон, Шону, Кихён, Вонхо, Хёнвон, I.M, Минхёк.
До начала шоу No.Mercy, в Starship Entertainment была команда NuBoyz, состоящая из двух вокалистов: Шону и Вонхо (Шино) и двух рэперов: Чжухон и #Gun. В октябре 2014 они выпустили микстейп, в который вошло 5 треков, и провели серию выступлений на концертах Starship X.
Перед дебютом MONSTA X стали моделями для бренда одежды Litmus.

### 2015: Дебют сTrespassиRush
13 мая 2015 года состоялся дебютный шоукейс «Melоn Premiere», на котором MONSTA X представили две песни: «No Exit» и «Trespass».
14 мая 2015 года группа официально дебютировала, выпустив дебютный мини-альбом «Trespass» («무단침입») и первый музыкальный клип на песню с одноименным названием.
С выходом дебютного альбома, группа вела активный промоушен на радио, различных музыкальных и развлекательных шоу. 20 мая был выпущен специальный клип на песню «Trespass» (ver. Prison Break), а 31 мая группа представила специальный клип на песню «Honestly». 15 июня, Starship Entertainment объявили, что MONSTA X выступят на крупномасштабном концерте в США — KCON 2015 в Лос-Анджелесе. Вонхо и Шону приняли участие в съемках клипа SISTAR на песню «Shake it». Чжухон принял участие в SMTM4 (он появился в 4 эпизодах). 15 июля Monsta X вернулись на сцену для продолжения промоушена с песней «Honestly». 16 июля Чжухон и Mad Clown выпустили клип на трек «Get Low». 29 июля Кихён принял участие в съемках клипа Yu Seung Woo на песню «Youre beautiful». 1 августа MONSTA X выступили на KCON 2015 и провели совместное выступление с GOT7.
● Rush & Hero
После KCON 2015 в Лос-Анджелесе, Starship Entertainment объявили о камбэке MONSTA X со 2 мини-альбомом. Чжухон выпустил свой первый микстейп 중지 (Jungji). 7 сентября группа вернулась на сцену, выпустив второй мини-альбом «Rush» с клипом на заглавную песню с одноименным названием, в этот же день, они провели камбэк-шоукейс «Melоn Premiere». 12 сентября группа выпустила танцевальную версию «Rush». 19 сентября группа выпустила специальный клип на песню «Amen». 26 сентября MONSTA X объявили официальное название своего фандома: «Monbebe», что в переводе с французского означает «моя малышка». Во время эры Trespass, MONSTA X получили 2-е место на The Show и во время эры Rush заняли 3-е место на Music Bank. 1 октября, MONSTA X выпустили специальную версию клипа на один из популярнейших треков 2-го мини-альбома — «Hero», и объявили о продолжении промоушена. 22 октября был выпущен цифровой репак «Rush», в него была добавлена новая версия «Hero», помимо изменения в музыке, произошли изменения в хореографии. Второй мини-альбом 'Rush' стал #1 в чарте физических продаж Hanteo Группа провела свой первый фанмитинг в Сингапуре. 7 ноября 2015 года MONSTA X получили свою 1 награду на MelOn Music Awards — «1theK Performance». 2 декабря 2015 года на Mnet Asian Music Awards получили награду — «Next Generation Asian Artist» (Артист Следующего Поколения). 11 декабря 2015 года получили награду от Simply Kpop — «Best Rising Star Boy Group» (Лучшая Восходящая Мужская Группа)
11 декабря Корейская Ассоциация Девочек Скаутов (The Korean Girl Scouts Association) объявили, что MONSTA X станут их 7-ми рекламными представителями. MONSTA X запустили свое собственное реалити-шоу на телеканале Mnet 'MONSTA X’s Right Now', всего было выпущено 6 эпизодов.
По итогам года от TopStarNews MONSTA X заняли 22-е место в топе продаж за 2015 год среди всех артистов, среди мужчин 18 место, первый мини-альбом Trespass занял #61 место среди продаж альбомов, второй мини-альбом Rush занял 46 место. MONSTA X получили награду ‘Rising Star Award’ (Восходящая Звезда) на 2015 Daum Official Fancafe Awards. MONSTA X выиграли награду — 'Zeni Star New Face Award'.

### 2016:The Clan 2.5 Part.1 LostиThe Clan 2.5 Part.2 Guilty
● The Clan 2.5 Part.1 Lost
25 марта MONSTA X посетили KCON 2016 в Абу-Даби (ОАЭ). 9 апреля MONSTA X посетили KCON 2016 в Чибе, Япония. Чжухон выступал вместе со своим коллегой по лейблу Yoo Seung Woo на различных муз. шоу с треком «Whatever», в то время как Кихён снялся в клипе на эту песню.
MONSTA X заняли 10-е место в Top13 самых продаваемых дебютных альбомов с 2012 по 2016 год, продав в сумме 31,085 альбомов в 2015 году (продажи дебютного альбома).
22 апреля Starship Entertainment объявили, что MONSTA X вернутся в мае в совершенно новом концепте, с трилогией «The Clan 2.5». I.M выпустил свой первый соло-трек «Who Am I».
18 мая MONSTA X выпустили свой 3-й мини-альбом «The Clan Part. 1 Lost», который стал 1 частью трилогии, с заглавным треком «All in». Альбом достиг 5-й строчки в Billboard’s Top 10 World Album Chart и оставался там в течение двух недель. «The Clan Part. 1 Lost» так же достиг 1 строчки в iTunes’s K-Pop Charts в Америке и Японии. Клип на заглавный трек «All in» преодолел отметку в 1 миллион просмотров за 3 дня. MONSTA X заняли 9 место на Gaon по продажам альбомов за 2 квартал 2016 года, продав в сумме 81,655 копий альбомов
MONSTA X приняли участие в китайском танцевальном шоу на выживание 'Heroes of Remix'. Группа заняла 2-е место в топ 3 самых популярных песен на шоу с треком '爱' (Love), получив около 100 миллионов прослушиваний.

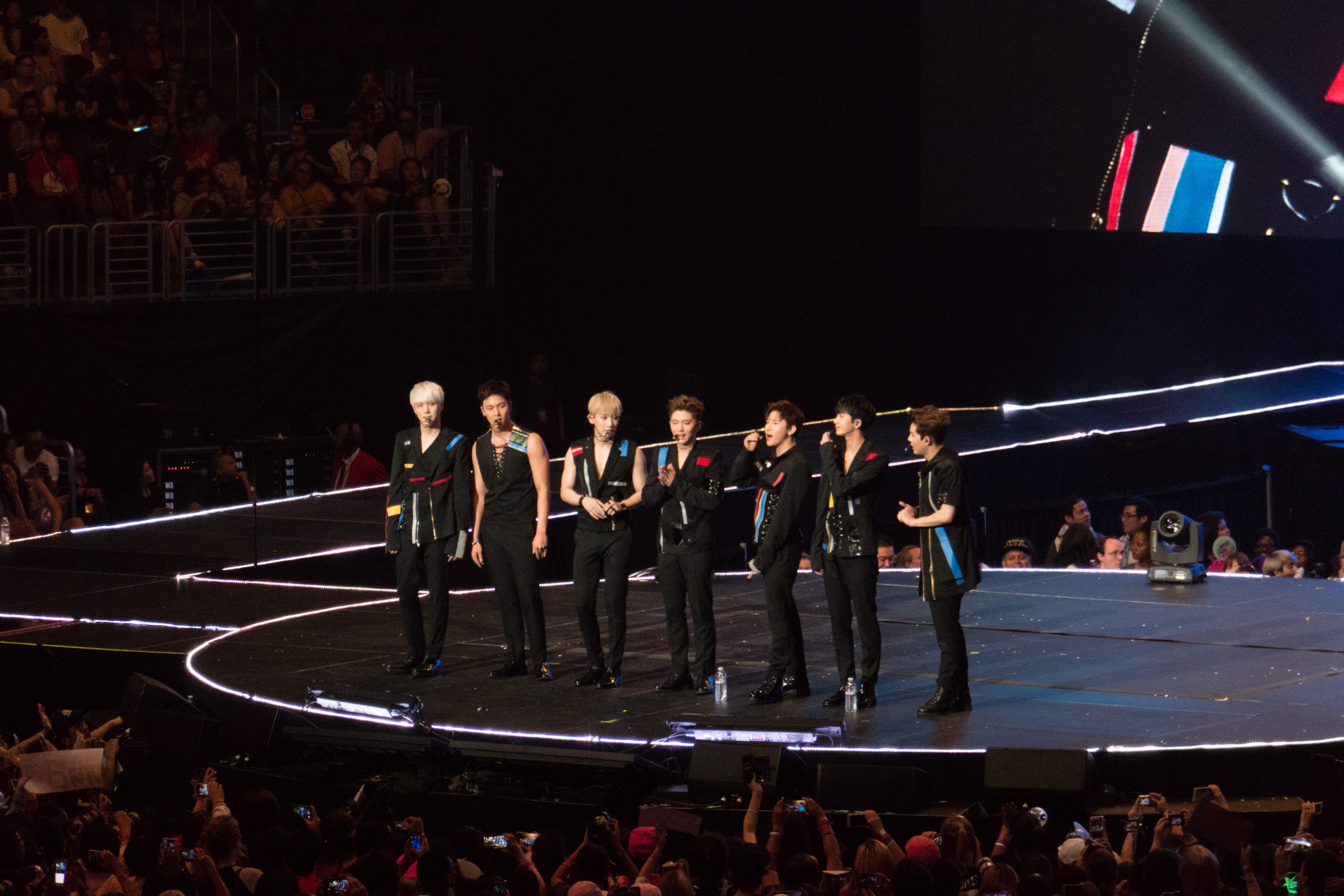
Monsta X на KCON 2016 в Лос Анджелесе

16-17 июля MONSTA X провели свои первый соло-концерт «THE FIRST LIVE X-CLAN ORIGINS» в Сеуле, билеты на который были распроданы менее чем за 5 минут.
MONSTA X совместно со своими коллегами по лейблу Cosmic Girls образовали рекламный юнит под названием Y-Teen (Y틴) для Olleh KT Corporation. Рекламная деятельность которого осуществляется с помощью различных мероприятий и промоакций, в том числе и музыкальных релизов. 6 августа Y-Teen представили свой первый совместный трек «Do Better»
7 августа MONSTA X сделали подарок для фанатов, выпустив специальный клип на песню «Stuck» и провели двухнедельный дополнительный промоушен. «Stuck» попал в топ самых просматриваемых клипов в августе по данным Billboard. Клип занял 5 место по просмотрам в Америке и 6 по просмотрам в мире.
● The Clan 2.5 Part.2 Guilty
4 октября MONSTA X вернулись со второй частью трилогии, 4 мини-альбомом «The Clan Part. 2 Guilty» и выпустили клип на заглавный трек «Fighter». Альбом стал № 3 в Top 10 Billboard World Albums Chart. The Clan Part. 2 «GUILTY» был № 1 в iTunes K-pop world album charts США и № 3 в Японии. Группа объявила о проведении серии фанмитингов по Юго-Восточной Азии (Таиланд, Тайвань, Филиппины). Кихён и Минхёк провели свою собственную выставку 'Memories in November', Кихён представил на ней свои фотографии, а Минхёк рисунки. I.M, совместно с Brother Su и J.Han выпустил клип на песню «Madeleine», Кихён принял участие в песне Starship Planet 2016 — 'Love Wishes' вместе с Junggigo, Mad Clown, Yoo Seungwoo, Brother Su, Hyunseong (Boyfriend). Шону принял участие в танцевальном шоу 'Hit The Stage' на телеканале MNet, в котором занял 3 место. Чжухон стал продюсером 2 сезона шоу 'Tribe of Hip-hop' и выпустил несколько треков в рамках шоу, он также принял участие в записи трека 'Slow' из сольного альбома Hyolyn из SISTAR. MONSTA X выпустили OST 'Tiget Moth' к дораме «Король Шоппинга Луи». Шону стал участником бьюти-шоу 'Lipstick Prince'. MONSTA X получили награду 'Best Of Next Artist Award' на MAMA 2016 в Гонконге, «Лучшая мужская группа» на International Korean Music Awards 2016 и 'Male Dance Performance Award' на 2016 Seoul Music Awards.

### 2017:The Clan 2.5: The Final Chapter, японский дебют и первый Мировой Тур
2017 год начался для группы c получением первого Бонсана* на 2017 Golden Disk Awards и запуска нового собственного реалити-шоу «MONSTA X-RAY» на канале JTBC2. (прим.: Бонсан* — (кор.: 본상, англ.: Bonsang) один из основных призов на корейских церемониях, который может присуждаться сразу нескольким артистам. Награда рассчитывается исходя из цифровых/физических показателей, онлайн-голосования и решения судей церемонии награждения. Самая большая награда — Дэсан (Daesang), его может получить только один артист, чтобы номинироваться на Дэсан, артист сначала должен получить Бонсан)
MONSTA X стали лицом итальянского бренда спортивной одежды 'Kappa' в Корее. В январе MONSTA X провели свой первый японский шоукейс в Токио и объявили о японском дебюте весной.
18 января MONSTA X получили награду Global Artist TOP10 на 2017 V LIVE Awards, как один из 10 самых популярных международных каналов. Чжухон выпустил свой второй микстейп 'Out Of Control' и клип на трек 'Rhythm'. 'OMG' стал треком для корейского проката фильма «Джон Уик — перезагрузка». В феврале MONSTA X стали моделями для рекламы мобильной игры 태양 (Sun) (太洋-Great Ocean) и выпустили к ней OST. В марте группа выступила на KCON 2017 в Мексике. Хёнвон снялся в веб-драме «Пожалуйста, найди её» (Please Find Her) на KBS2.
●  The Clan Pt. 2.5: The Final Chapter 'Beautiful' & Shine Forever 
21 марта MONSTA X выпустили свой первый полноформатный альбом и заключительную часть трилогии «The Clan» под названием The Clan Pt. 2.5: The Final Chapter 'Beautiful'. Альбом дебютировал на 1 месте в мировом чарте альбомов Billboard и попал в Топ-10 чарта Heatseeker Albums. Кроме того, заглавный трек «Beautiful» дебютировал на 4 месте в Billboard World Digital Song Sales. Шону принял участие во 2-м сезоне шоу о красоте 'Lipstick Prince 2'.В апреле 2017 года MONSTA X подписали контракт с японским лейблом Mercury Tokyo, который находится под крылом американского лейбла Universal Music Group и выпустили клип на дебютный японский сингл «Hero». 17 мая MONSTA X выпустили официальный сингл-альбом «Hero», в котором были представлены японские версии ранее выпущенных корейских песен «Hero» и «Stuck». «Hero» занял 2 место в еженедельном чарте Oricon, также альбом стал #1 в еженедельном чарте Tower Records и #2 в японском Billboard. «Hero» стал единственным иностранным альбомом в 2017 году, который сразу после своего дебюта смог попасть в топ японского Oricon. В мае MONSTA X выступили на KCON 2017 в Японии. Кихён выпустил OST 'I’ve Got A Feeling' (정이 들어버렸어) к дораме «Сомнительный напарник» (Suspicious Partner).
19 июня MONSTA X выпустили переиздание The Clan Pt. 2.5: The Final Chapter, под названием «Shine Forever», в котором представлены оригинальные песни из полноформатного альбома и две новые: «Shine Forever» и «Gravity». 14 июня был выпущен видеоклип на песню «Shine Forever», который преодолел отметку в 1,5 миллиона просмотров за 24 часа. Заглавный трек «Shine Forever» стал #1 в k-pop чартах iTunes в 19 странах мира, включая США и Японию, стал #2 в Billboard World Digital Song Sales, а «Gravity» #4, также, «Shine Forever» и «Gravity» дебютировали на 4 и 7 месте в Billboard World Songs Chart. Альбом стал #1 по продажам в чарте Hanteo, и дебютировал на 10 месте в мировом чарте альбомов Billboard.Чжухон, Айэм и Хёнвон выступили на сцене одного из самых крупнейших фестивалей EDM — Ultra Korea 2017, Хёнвон дебютировали в качестве DJ, под сценическим именем H.One. MONSTA X появились в дораме KBS2 «Лучший хит» (The Best Hit) в роли самих себя.
В июне группа начала свой первый мировой тур «MONSTA X The First World Tour: Beautiful», включавший в себя 18 концертов в 11 странах и 16 городах мира, который продлился до сентября (Сеул [2 концерта], Гонконг, Чикаго, Нью-Йорк, Атланта, Даллас, Сан-Франциско, Лос-Анджелес (2 концерта), Бангкок, Париж, Берлин, Москва, Тайбэй, Буэнос-Айрес, Сантьяго, Мехико) 19-й концерт в Джакарте (Индонезия) был отменен. Хёнвон не участвовал в первых 8-ми концертах тура из-за травмы колена, он присоединился к группе на концертах в Лос-Анджелесе.
Чжухон и I.M выпустили клип на трек 'Be My Friend'. В июле началась трансляция второго сезона шоу «MONSTA X-RAY 2».
В рамках совместного проекта Lipton и Melon, 27 июля MONSTA X выпустили цифровой сингл «Newton», который достиг 4-й строчки Billboard’s World Digital Song Sales Chart и 1-й строчки в китайском чарте QQ Music.

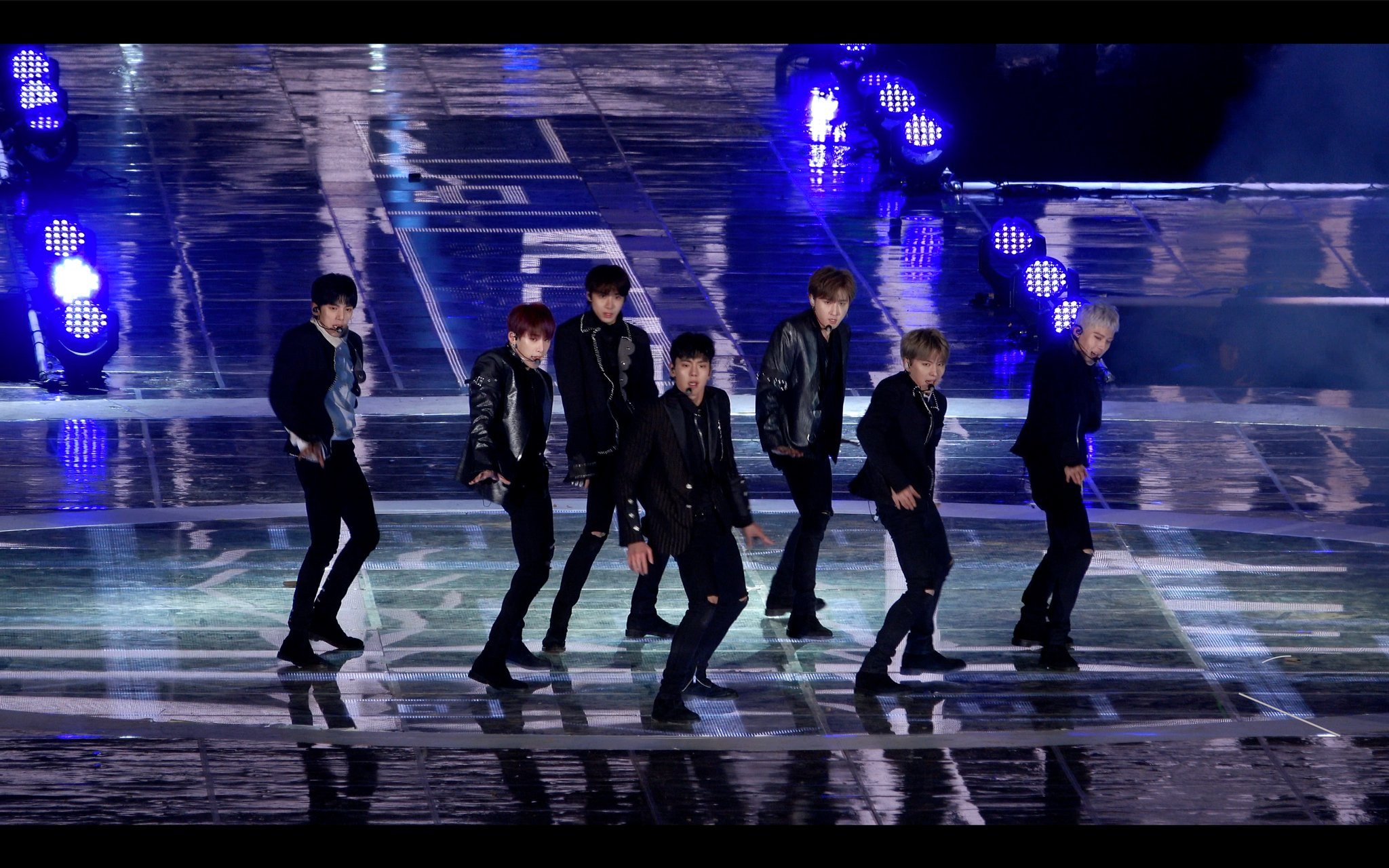
Dream Concert 2017

1 августа был выпущен клип на второй японский сингл «Beautiful», а 23 августа группа выпустила сингл-альбом, в котором были представлены японские версии ранее выпущенных корейских песен «Beautiful» и «Ready or Not».
«Beautiful» стал #1 в чартах Oricon, Tower Records и Billboard Japan.
MONSTA X выступили на главной сцене фестиваля Summer Sonic в Японии (19 августа в Осаке и 20 августа в Токио) и выступили на KCON 2017 в Австралии в сентябре. Также группа провела серию фанмитингов 'Beautiful Days' в Нагое, Осаке и Токио в рамках японского промоушена.
22 сентября MONSTA X получили Бонсан на 2017 Soribada Best K-Music Awards. 25 сентября Хёнвон выпустил свой дебютный трек 'BAM! BAM! BAM!' под сценическим именем H.One, совместно с Джастином О и Чжухоном.
● The Code
7 ноября MONSTA X вернулись с 5-м мини-альбомом «The Code» и выпустили клип на заглавный трек «DRAMARAMA». В тот же день группа провела шоу-концерт в честь возвращения на Jangchung Arena в Сеуле. «THE CODE» дебютировал на 2 строчке в чарте Billboard World Albums и на 4 строчке в Worldwide iTunes Album Chart.
14 ноября 2017 года MONSTA X выиграли свой первый с момента дебюта музыкальный трофей на корейском шоу SBS MTV «The Show» с заглавным треком «DRAMARAMA». 15 ноября MONSTA X получили награду «Best Entertainer Award» («Награда Лучшему Артисту») на ежегодной премии 2017 Asia Artist Awards. 17 ноября была объявлена дата выпуска 3-го японского оригинального сингла «SPOTLIGHT», в который также войдет японская версия «Shine Forever», релиз запланирован на 31 января 2018 года.
29 ноября MONSTA X посетили Японию в рамках Mnet Asian Music Awards (MAMA 2017), где получили награду «Best Concert Performer».
7 декабря Хёнвон выпустил трек «1 (ONE)» под сценическим именем H.One, совместно с KRIZ и Чжухоном. 18 декабря группа выпустила специальную рождественскую песню «Lonely Christmas». Песня была написана и спродюсирована главным рэпером группы Чжухоном. В тот же день группа посетила премию Korea First Brand Awards, где получила награду «Male Idol». 19 и 20 декабря MONSTA X провели Рождественские концерты в Японии. 21 декабря Хёнвон, совместно с другими участниками шоу JTBC Mix and the City, выпустил трек «Just one more».

### 2018: Второй Мировой тур иTake 1. Are You There?
2 января 2018 года Минхёк вылетел в Чили на съемки шоу «Law of the Jungle». 8 января MONSTA X побеждают на I.K.M.A 2017 в номинации 'Лучший европейский концерт'. Затем следует получение Бонсана на 2018 Golden Disk Awards 11 января. 10 января был выпущен клип на третий японский сингл «Spotlight», а 31 января группа выпустила сингл-альбом, в котором была представлена японская версия, ранее выпущенной корейской песни «Shine Forever» и оригинальная японская версия «Spotlight».
13 января группа всем составом приняла участие в эстафете олимпийского огня Pyeongchang Winter Olympic 2018. В тот же день MONSTA X стали гостями на сольном концерте старшего коллеги по агентству K.WILL. 21 января прошёл FAN CON для фанатов. 25 января группа получила награду «Открытие года» на 27th Seoul Music Awards. 27 января MONSTA X приняли участие в фестивале KPOP KNIGHT в Лондоне, совместно с такими артистами, как se7en, Tahiti, 7 o’clock.
8 февраля MONSTA X получили награду Global Artist TOP10 на 2018 V LIVE Awards, как один из 10 самых популярных международных каналов. 20 февраля Айэм выпустил микстейп FLY WITH ME, на который был снят одноимённый клип. Также в феврале было объявлено о проведении второго мирового тура, который начнётся с концертов в Сеуле 26 и 27 мая.
● The Connect и второй Мировой Тур 
26 марта был выпущен 6й мини-альбом «The Connect: Dejavu». На заглавный трек «Jealousy» вышел одноименный клип. За первый день после физического релиза было продано 34,145 альбомов. 6-й мини-альбом 'The Connect: Dejavu' дебютировал на 2 строчке в мировом чарте альбомов iTunes, альбом покорил вершины 28 стран мира.
09 апреля MONSTA X были выбраны почетными послами C-Festival в 2018 году (C-Festival — культурный фестиваль, целью которого является продвижение комплекса COEX, как туристического объекта).
Начиная с открытия фестиваля 2 мая, они снялись в промо-видео, посетили открытие, а также провели специальные выступление. 15 апреля группа выступила на KCON 2018 в Японии. 16 апреля MONSTA X победили в номинации «Breakout Artist» на 13th Annual Soompi Awards Music, а также в гонке за звание лучшего фандома хештег TeamMONSTAX расположился на #5 месте. 17 апреля Monsta X получили свою вторую награду на музыкальном шоу 'THE SHOW'
25 апреля был выпущен первый полноформатный японский альбом «PIECE» с заглавным треком 'Puzzle'. Альбом содержит 4 новых японских оригинальных трека: 'Killing Me', 'Aura', 'Puzzle', '#GFYL'. Песня 'Aura' была написана Чжухоном.
Monsta X объединились с Lens Town, широко известной компанией по изготовлению контактных линз и очков. Они активно участвовали в процессе создания линз, разработав дизайн и проработав детали. Линзы «Monsta X lens» или MnX официально поступили в продажу в мае. 26 мая, с концерта в Сеуле, начался второй мировой тур группы — «THE CONNECT». Группа посетила, как новые города, так и те, в которых уже проводились ранее концерты, в рамках первого тура.
9 июня Хёнвон, под сценическим именем H.One, вновь выступил на сцене одного из самых крупнейших фестивалей EDM — Ultra Korea 2018. В конце июня вышел первый эпизод третьего сезона реалити-шоу «MONSTA X-RAY» на канале JTBC2.
В рамках второго мирового тура группа дала ряд концертов в городах США, а также посетила местные телевизионные шоу и радиостанции: 'Build Series NYC', 'Good Day NY', 'AT&T THANKS Sound Studio' (Сан-Франциско). 25 и 26 августа Monsta X отыграли дополнительные два концерта в Сеуле, которые значились, как Encore in Seoul.
30 августа MONSTA X взяли две награды «THE ARTIST AWARD» и Бонсан на премии Soribada Best K-Music Awards 2018
31 августа Чжухон выпустил цифровой микстейп «DWTD». На треки «Red Carpet» и «Should I do» вышли клипы.
12 сентября группа выпустила четвёртый японский сингл, включающий в себя две оригинальные японские композиции: «LIVIN' IT UP» и «Black Swan». На заглавный трек «LIVIN' IT UP» был снят клип. 1 октября вышла информация о том, что MONSTA X становятся лицом косметического бренда Tony Moly. 13 октября было объявлено, что MONSTA X станут первыми среди K-pop групп, кто выступит на основной сцене Jingle Ball Tour в Лос-Анджелесе, проводимого с поддержкой KISS FM — одной из крупнейших радиостанций в Лос-Анджелесе. Так же группа примет участие в новогодних концертах в городах Сан-Франциско, Миннеаполис, Бостон, Филадельфия.
● Take 1: Are you there? 
22 октября MONSTA X вернулись со вторым полноформатным альбомом Take.1 Are You There? и выпустили клип на заглавный трек 'Shoot Out'. Через два дня была выпущена песня группы PREP (feat So!YoON!) — Don’t Look Back, в записи которой принял участие Шону.
30 октября был выпущен фильм 'When You Call My Name' — совместная работа MONSTA X и американского R&B, номинанта Грэмми, американского певца и композитора Gallant. Невзирая на различие языка и культуры, они рассказывают о своих скромных начинаниях, мечтах, вещах, которые их вдохновляют, а также о своём долгом пути к успеху. В фильме прозвучала акустическая версия 'Beautiful' из первого полноформатного альбома, которую Monsta X исполнили вместе с Gallant. В тот же день на музыкальном шоу SBS MTV The Show группа получила свой первый трофей с полноформатным альбомом «TAKE.1 ARE YOU THERE?». Позже было получено ещё три награды на музыкальных шоу MBC Music Show Champion, Mnet M!Countdown и KBS Music Bank.
22 ноября было объявлено, что Шону сыграет камэо в дораме «Дэ Чан Гым наблюдает» 28 ноября MONSTA X посетили ежегодную премию Asia Artist Awards, где получили награды 'Artist Of The Year' и 'Best Icon'
Во время новогодних концертов Jingle Ball Tour по США, организуемых iHeartRadio, MONSTA X выступили на известной музыкальной сцене Madison Square Garden в Нью-Йорке, открыв концерт выступлением с песней 'Shoot Out'. 12 декабря группа посетила ежегодную премию Mnet Asian Music Awards (MAMA 2018) в Японии, где получили награды «Style in Music» и «Worldwide Fan’s Choice Top 10». 17 декабря было объявлено о проведение серии фанмитингов в Японии в апреле-мае 2019 года.
24 декабря MONSTA X получили награду «Триумфальное возвращение домой» от новостного портала DongA. Награда была получена за успехи группы как за рубежом: мировой тур, Jingle Ball тур, высокие продажи в США, так и в Корее: успех 'Shoot Out', победа на музыкальном шоу, транслируемом на общественном телевидении и т.д

### 2019:Take 2: We Are Here, третий Мировой тур,Follow: Find Youи уход Вонхо
20 января Monsta X объявили о февральском возвращении со своим третьим студийным альбомом Take.2 We Are Here с заглавным треком «Alligator». В феврале Monsta X подтвердили, что английское сценическое имя Чжухона отныне будет Чжухани, начиная с их предстоящего промоушена. 27 марта вышел 5-й японский сингл 'Shoot Out'. В сингл вошла японская версия одноименного трека и песня 'FLASH BACK', сочетающая в себе жесткие биты и трогательную лирику. Сингл получил золотой сертификат за продажу 100 000 копий. В марте Monsta X сотрудничали с музыкальным продюсером Стивом Аоки на этом альбоме с треком «Play It Cool» для его английской версии.
Кроме того, группа подписала еще один пятилетний контракт с компанией «Litmus» в качестве печатной коммерческой модели. Их материнская компания, Starship Entertainment, объявила о мировом турне по 12 странам и 18 городам, сделав его самым крупным на сегодняшний день. 27 мая Monsta X появились в эпизоде мультсериала компании Cartoon Network «Вся правда о медведях».
28 мая Monsta X подписали контракт с Epic Records для записи их английских песен и распространения музыки за пределами Южной Кореи. 11 июня Monsta X посетили Норвегию, где выступили на концерте Voyage to K-POP в рамках празднования 60-летия установления дипломатических отношений между Южной Кореей и Норвегией. Концерт посетили многие официальные лица включая короля Норвегии и президента Южной Кореи вместе с женой. 14 июня Monsta X выпустили новую английскую песню под названием «Who Do U Love?» с участием French Montana. 20 сентября группа выпустила еще одну английскую песню под названием «Love U» и ремикс-версию «Who Do U Love?» от Will.i.am.
27 сентября группа выступила на фестивале iHeartRadio в Лас-Вегасе. В прошлом году они вошли в историю как первая и единственная K-pop группа, выступившая на главной сцене ежегодной серии концертов Jingle Ball, присоединившись к легендарным K-pop BoA и Psy. В этом году они были хэдлайнерами в трех городах: Миннеаполис 9 декабря, Филадельфия 11 декабря и Нью-Йорк 13 декабря.
4 октября Monsta X выпустила еще одну английскую песню под названием «Someone’s Someone», написанную в соавторстве с участниками Before You Exit и Шону.
●  Follow: Find You 
28 октября группа выпустила свой седьмой мини-альбом Follow: Find You, содержащий восемь треков с ведущими синглами «Find You» и «Follow».
30 октября Monsta X получили награду от Министра культуры, спорта и туризма Республики Корея на премии «2019 Korean Popular Culture & Arts Awards». Так же было объявлено, что Monsta X будут выступать на Mnet Asian Music Awards 2019 в Nagoya Dome в Японии 4 декабря.
31 октября Starship Entertainment опубликовал заявление в Twitter, в котором объявил, что Вонхо покинет группу, чтобы избежать негативного воздействия на группу после недавних обвинений.
В марте 2020 года с Вонхо были официально сняты все обвинения, он признан невиновным, дебютировал как сольный артист дочерней компании Starship Entertainment — Highline Entertainment.
16 ноября Monsta X посетили премию V LIVE Awards «V Heartbeat», где получили награды Global Artist TOP 12 и VLIVE Global Partnership
6 декабря был выпущен сингл «MIDDLE OF THE NIGHT», который войдёт в новый англоязычный альбом группы 'All About Luv'. На песню так же был снят клип.
В декабре группа выступила на новогодних концертах Jingle Ball Tour в США, организуемых iHeartRadio. Концерты прошли в Чикаго, Миннеаполисе, Филадельфии и Нью-Йорк 17 и 18 декабря прошли рождественские концерты в Японии.
20 декабря вышел совместный трек 'Magnetic' MONSTA X и колумбийского певца Sebastian Yatra
21 декабря Monsta X выступили на фестивале 'MDL beast festival' в Саудовской Аравии

### 2020: Первый англоязычный альбомALL ABOUT LUV,WISH ON THE SAME SKY,FANTASIA X, FATAL LOVE
11 января Чжухон объявил, что возьмет перерыв в группе, чтобы сосредоточиться на своем психическом здоровье.
В День святого Валентина Monsta X выпустили свой шестой студийный альбом и первый полностью английский альбом All About Luv. Он дебютировал на пятой строчкой в Billboard 200 США
"Музыка Monsta X в корейских альбомах всегда мощная и энергичная, но наш американский альбом был мягче и спокойнее. Мы хотим сказать, что не ограничиваемся определенными жанрами. Скорее мы наоборот хотим показать нашу многогранность, продемонстрировать нашу возможность выпускать музыку в различных стилях.".
— АйЭм
В связи с выходом альбома прошли мероприятия в США, где Monsta X посетили несколько радиостанций и тв-шоу.
● Wish on the same sky 
30 марта группа выпустила свой седьмой японский сингл «Wish on the Same Sky» перед физическим выпуском одноименного альбома 15 апреля. После дебюта он занял первое место в недельном чарте Tower Records и номер два на Billboard Japan. В первой половине 2020 года он занял первое место в чарте Tower Record
● Fantasia X
26 мая группа впервые в 2020 году вернулась в Корею, представив дебют восьмого EP, Fantasia X, с заглавным синглом «Fantasia». До этого камбэка Чжухон снова участвовал в промоушене с группой, и таким образом, они были группой из шести человек для продвижения «Fantasia».
Группа выступила на Time 100 Talks, где они также высказались в поддержку движения Black Lives Matter, а также привлекли внимание к работе медицинских специалистов во время продолжающейся пандемии COVID-19.
● Fatal Love
В октябре Monsta X анонсировали свой третий студийный альбом Fatal Love, который был выпущен 2 ноября, с заглавным синглом «Love Killa» После Monsta X анонсировали свой восьмой японский сингл, в который вошли японские версии их песен «Fantasia X» и «Love Killa». Он был выпущен 16 декабря

### 2021: Третий японский альбом, зачисление Шону в армию, No Limit, фильм MONSTA X: THE DREAMING и второй англоязычный альбом The Dreaming
В январе группа стала новым лицом косметического бренда Urban Decay
● Wanted 
Monsta X анонсировала новый японский сингл, который вышел 10 марта, с заглавным синглом «Wanted» и еще одним оригинальным японским треком «Neo Universe». Заглавная песня «Wanted» была предварительно выпущена перед физическим релизом альбома 10 февраля, а видеоклип был выпущен 13 февраля
● Flavors of Love 
После выхода «Wanted» Monsta X объявили о выпуске 5 мая своего третьего японского студийного альбома «Flavors of Love», в который войдут их японские синглы выпущенные с 2020 года и пять новых японских треков. Заглавная песня «Flavors of Love» вышла 14 апреля
● One of a Kind 
В мае группа объявила о выпуске своего девятого EP One of a Kind, который должен выйти 1 июня .
1 июня они выпустили сингл Gambler. Starship Ent. объявили, что Шону возьмет перерыв в деятельности группы в связи с отслоением сетчатки левого глаза.

15 июня американский менеджер группы Эши Газит объявил о запуске нового лейбла Intertwine в партнерстве с BMG. Monsta X и Wonho - первые артисты, участвующие в партнерстве. BMG также заключила отдельную сделку по распространению двух грядущих корейских альбомов Monsta X в партнерстве с южнокорейской компанией Starship Entertainment. 
«Благодаря партнерству Intertwine, основанному на международных суперзвездах Monsta X и Вонхо, мы намерены не только создавать, но и расширять их бренды на ранее неосвоенных территориях»

                                                                                                                                                                                                            Дэн Гилл, исполнительный вице-президент BMG
22 июня Шону был зачислен на обязательную военную службу. Он служит на государственной службе по состоянию здоровья.
В сентябре Monsta X выпустили новый промо-сингл "Kiss or Death" для мобильного приложения Universe.
Monsta X анонсировали свой второй англоязычных альбом, с заглавной песней One Day, который вышел 10 сентября.
●  No Limit 
19 ноября группа выпустила свой 10-й мини-альбом с заглавным треком "Rush Hour". Это первый релиз группы, в котором не принимал участие Шону.
●  The Dreaming 
10 декабря Monsta X выпустили свой второй англоязычный альбом "The Dreaming", в который вошли ранее выпущенный сингл "One Day" и девять новых треков. В это время вышел документальный фильм-концерт "MONSTA X : THE DREAMING", показы которого состоялись 8 декабря 2022 года в Южной Корее и 9 и 11 декабря в семидесяти странах мира. "K-поп группа MONSTA X, известная своими мощными, зрелищными и великолепными выступлениями, ее знают и любят по всему миру. Этот фильм - подарок для Monbebe, который даст возможность проследить за их путешествием длинною в 6 лет, увидеть эксклюзивные интервью каждого участника, личные истории, впечатления и опыт от Американского тура, а так же уникальный клип, записанный специально для Monbebe. Энергичное выступление Monsta X с их лучшими хитами, первый взгляд на грядущий американский альбом - все это можно будет увидеть! Брось вызов, развивайся и мечтай."
В декабре группа выступила на Jingle Ball Tour в Филадельфии 13 декабря, Вашингтоне 14 декабря, Атланте 16 декабря и Майами 19 декабря (отменен).

### 2022: Shape of Love и тур по Америке
●  Shape of Love 
23 марта Monsta X анонсировали свой 11-й мини-альбом "Shape of Love" с заглавным треком "LOVE", который должен был выйти 11 апреля, но был отложен до 26 апреля.
7 мая выступили на 'KCON 2022 Premiere in Seoul'
9 мая Starship Ent. сообщили, что Шону, Кихён и Хёнвон продлили контракты, Минхёк, Чжухон и АйЭм - ведут переговоры.
21 мая начали свой тур 'NO LIMIT' по Америке.

## Участники
| Сценическое имя | Сценическое имя | Настоящее имя | Настоящее имя | Настоящее имя | Дата рождения | Позиция в группе                        |
| Русский         | Хангыль         | Романизация   | Русский       | Хангыль       | Дата рождения | Позиция в группе                        |
| --------------- | --------------- | ------------- | ------------- | ------------- | ------------- | --------------------------------------- |
| Шоуну           | 셔누            | Son Hyunwoo   | Сон Хёну      | 손현우        | 18.06.1992    | Лидер, ведущий вокалист, главный танцор |
| Минхёк          | 민혁            | Lee Minhyuk   | Ли Минхёк     | 이민혁        | 03.11.1993    | Вокалист, вижуал                        |
| Кихён           | 기현            | Yoo Kihyun    | Ю Кихён       | 유기현        | 22.11.1993    | Главный вокалист                        |
| Хёнвон          | 형원            | Chae Hyungwon | Че Хёнвон     | 채형원        | 15.01.1994    | Ведущий танцор, вокалист, вижуал,       |
| Джухон          | 주헌            | Lee Joohеon   | Ли Джухон     | 이주헌        | 06.10.1994    | Главный рэпер, вокалист                 |
| АйЭм            | 아이엠          | Im Changkyun  | Им Чангюн     | 임창균        | 26.01.1996    | Ведущий рэпер, вокалист, макнэ          |

### Бывшие участники
| Сценическое имя | Сценическое имя | Настоящее имя | Настоящее имя | Настоящее имя | Дата рождения | Позиция в группе                         |
| Русский         | Хангыль         | Романизация   | Русский       | Хангыль       | Дата рождения | Позиция в группе                         |
| --------------- | --------------- | ------------- | ------------- | ------------- | ------------- | ---------------------------------------- |
| Вонхо           | 원호            | Lee Hoseok    | Ли Хосок      | 이호석        | 01.03.1993    | Ведущий вокалист, ведущий танцор, вижуал |

## Дискография
| Корейские альбомы Студийные альбомы The Clan Pt. 2.5: The Final Chapter (2017) Take.1 Are You There? (2018) Take.2 We Are Here (2019) Fatal Love (2020) Мини-альбомы Trespass (2015) Rush (2015) The Clan Pt. 1 Lost (2016) The Clan Pt. 2 Guilty (2016) The Code (2017) The Connect: Dejavu (2018) Follow: Find You (2019) Fantasia X (2020) One of a Kind (2021) No Limit (2021) Shape Of Love (2022) Reason (2023) | - Piece (2018) - Phenomenon (2019) - Flavors of Love (2021) | - All About Luv (2020) - The Dreaming (2021) |  |

## Фильмография

### Реалити-шоу
| Год       | Телеканал           | Шоу                                      | Ссылка |
| --------- | ------------------- | ---------------------------------------- | ------ |
| 2014—2015 | Mnet                | No.Mercy                                 |        |
| 2014—2015 | 1theK               | Deokspatch                               | [ 92 ] |
| 2015      | 1theK               | Deokspatch X                             |        |
| 2015      | 1theK               | Deokspatch X²                            |        |
| 2016      | 1theK               | Right Now!                               |        |
| 2017      | V Live              | No Exit Broadcast                        | [ 93 ] |
| 2017      | JTBC2               | Monsta X-Ray                             |        |
| 2017      | JTBC2               | Monsta X-Ray 2                           |        |
| 2018      | JTBC2               | Monsta X-Ray 3                           | [ 94 ] |
| 2018      | Rakuten Viki        | When You Call My Name (вместе с Gallant) | [ 95 ] |
| 2019      | TWOTUCKGOM (투턱곰) | Monsta X’s Puppy Day                     | [ 96 ] |
| 2019      | U+Idol Live         | I LOG U MONSTA X in Jeju                 |        |
| 2020      | TWOTUCKGOM (투턱곰) | MONSTA X’s TWOTUCKBEBE Day               |        |

## Награды и номинации

### Музыкальные премии
| Награды | Награды                                     | Награды                               | Награды                             | Награды   |
| Год     | Премия                                      | Номинация (песня, альбом, группа)     | Категория                           | Результат |
| ------- | ------------------------------------------- | ------------------------------------- | ----------------------------------- | --------- |
| 2015    | Daum Fancafe Awards                         | Monsta X                              | Rising Star Award                   | Победа    |
| 2015    | Simply K-pop                                | Monsta X                              | Best Rising Star Boy Group          | Победа    |
| 2015    | MelOn Music Awards                          | Monsta X                              | Best New Male Artist                | Номинация |
| 2015    | MelOn Music Awards                          | Monsta X                              | 1theK Performance Award Cite        | Победа    |
| 2015    | International Korean Music Awards (I.K.M.A) | Monsta X                              | Best Rookie                         | Победа    |
| 2015    | International Korean Music Awards (I.K.M.A) | «Trespass»                            | Best Choreography                   | Номинация |
| 2015    | Mnet Asian Music Awards                     | Monsta X                              | Next Generation Asian Artist        | Победа    |
| 2015    | Mnet Asian Music Awards                     | Monsta X                              | Best New Male Artist                | Номинация |
| 2015    | Mnet Asian Music Awards                     | Monsta X                              | Artist of the Year                  | Номинация |
| 2016    | Golden Disk Awards                          | Rush                                  | Disk Daesang                        | Номинация |
| 2016    | Golden Disk Awards                          | Monsta X                              | New Artist Award                    | Номинация |
| 2016    | Golden Disk Awards                          | Monsta X                              | Next Generation Artist              | Победа    |
| 2016    | Mnet Asian Music Awards                     | «All in»                              | Best Dance Performance — Male Group | Номинация |
| 2016    | Mnet Asian Music Awards                     | «All in»                              | Song of the Year                    | Номинация |
| 2016    | Mnet Asian Music Awards                     | Monsta X                              | Best Of Next Artist Award           | Победа    |
| 2016    | Seoul Music Awards                          | Monsta X                              | Rookie of the year                  | Номинация |
| 2016    | Seoul Music Awards                          | Monsta X                              | Male Dance Performance Award        | Победа    |
| 2016    | International Korean Music Awards (I.K.M.A) | Monsta X                              | Best Male Group                     | Победа    |
| 2016    | International Korean Music Awards (I.K.M.A) | The Clan Pt.1 LOST                    | Best Mini Album                     | Номинация |
| 2016    | Gaon Chart Music Awards                     | Monsta X                              | New Artist of the Year              | Номинация |
| 2017    | Korea First Brand Awards                    | Monsta X                              | Male Idol                           | Победа    |
| 2017    | Teen Choice Awards                          | Monsta X                              | Choice International Artist         | Номинация |
| 2017    | Asia Artist Award                           | Monsta X                              | Popularity Award                    | Номинация |
| 2017    | Asia Artist Award                           | Monsta X                              | Best Entertainer Award              | Победа    |
| 2017    | Soribada Best K-Music Awards                | Monsta X                              | Bonsang Award                       | Победа    |
| 2017    | Soribada Best K-Music Awards                | Monsta X                              | Popularity Award                    | Номинация |
| 2017    | Global V LIVE Awards                        | Monsta X                              | Global Artist Top 10                | Победа    |
| 2017    | Mnet Asian Music Awards                     | «Beautiful»                           | Best Dance Performance — Male Group | Номинация |
| 2017    | Mnet Asian Music Awards                     | «Beautiful»                           | Song of the Year                    | Номинация |
| 2017    | Mnet Asian Music Awards                     | Monsta X                              | Best Concert Performer              | Победа    |
| 2017    | Golden Disk Awards                          | The Clan Pt.1 LOST                    | Disk Bonsang                        | Победа    |
| 2017    | Golden Disk Awards                          | The Clan Pt.1 LOST                    | Disc Daesang                        | Номинация |
| 2017    | Golden Disk Awards                          | Monsta X                              | Popularity Award                    | Номинация |
| 2017    | International Korean Music Awards (I.K.M.A) | Monsta X                              | Best EU Concert                     | Победа    |
| 2018    | Golden Disk Awards                          | The Code                              | Disc Bonsang                        | Победа    |
| 2018    | Golden Disk Awards                          | The Code                              | Disc Daesang                        | Номинация |
| 2018    | Golden Disk Awards                          | Monsta X                              | Popularity Award                    | Номинация |
| 2018    | Mnet Asian Music Awards                     | «Shoot Out»                           | Best Dance Performance — Male Group | Номинация |
| 2018    | Mnet Asian Music Awards                     | «Shoot Out»                           | Song of the Year                    | Номинация |
| 2018    | Mnet Asian Music Awards                     | Monsta X                              | Style in Music                      | Победа    |
| 2018    | Mnet Asian Music Awards                     | Monsta X                              | WORLDWIDE FANS' CHOICE              | Победа    |
| 2018    | Global V LIVE Awards                        | Monsta X                              | Global Artist Top 10                | Победа    |
| 2018    | Soribada Best K-Music Awards                | Monsta X                              | The Artist Award                    | Победа    |
| 2018    | Soribada Best K-Music Awards                | Monsta X                              | Bonsang Award                       | Победа    |
| 2018    | Soribada Best K-Music Awards                | Monsta X                              | Hip Hop Artist Award                | Номинация |
| 2018    | Soribada Best K-Music Awards                | Monsta X                              | Popularity Award (Male)             | Номинация |
| 2018    | Soribada Best K-Music Awards                | Monsta X                              | Global Fandom Award                 | Номинация |
| 2018    | Asia Artist Awards                          | Monsta X                              | Artist Of The Year                  | Победа    |
| 2018    | Asia Artist Awards                          | Monsta X                              | Best Icon                           | Победа    |
| 2018    | Soompi Awards Music                         | Monsta X                              | Breakout Artist                     | Победа    |
| 2018    | Seoul Music Awards                          | Monsta X                              | Discovery of the Year Award         | Победа    |
| 2018    | Seoul Music Awards                          | Monsta X                              | Bonsang Award                       | Номинация |
| 2018    | Seoul Music Awards                          | Monsta X                              | Popularity Award                    | Номинация |
| 2018    | Seoul Music Awards                          | Monsta X                              | Hallyu Special Award                | Номинация |
| 2019    | The Fact Music Awards                       | Monsta X                              | Artist Of The Year                  | Победа    |
| 2019    | The Fact Music Awards                       | Monsta X                              | Best Performer Award                | Победа    |
| 2019    | Golden Disk Awards                          | «Take.1 Are You There?»               | Disc Bonsang                        | Победа    |
| 2019    | Golden Disk Awards                          | «Take.1 Are You There?»               | Disc Daesang                        | Номинация |
| 2019    | Golden Disk Awards                          | Monsta X                              | Popularity Award                    | Номинация |
| 2019    | Golden Disk Awards                          | Monsta X                              | NetEase Most Popular K-pop Star     | Номинация |
| 2019    | Global V LIVE Awards                        | Monsta X                              | Global Artist TOP 12                | Победа    |
| 2019    | Global V LIVE Awards                        | Monsta X                              | VLIVE Global Partnership            | Победа    |
| 2019    | Soribada Best K-Music Awards                | Monsta X                              | Soribada New Wave Award             | Победа    |
| 2019    | Soribada Best K-Music Awards                | Monsta X                              | Bonsang Award                       | Победа    |
| 2019    | Soribada Best K-Music Awards                | Monsta X                              | Popularity Award (Male)             | Номинация |
| 2019    | Seoul Music Awards                          | Monsta X                              | Bonsang Award                       | Победа    |
| 2019    | Seoul Music Awards                          | Monsta X                              | Popularity Award                    | Номинация |
| 2019    | Seoul Music Awards                          | Monsta X                              | Hallyu Special Award                | Номинация |
| 2019    | Genie Music Awards                          | Monsta X                              | The Performing Artist — Male        | Номинация |
| 2019    | MTV Video Music Awards                      | «Who Do U Love?» feat. French Montana | Best K-pop                          | Номинация |
| 2019    | Mnet Asian Music Awards                     | Monsta X                              | Artist of the Year                  | Номинация |
| 2019    | Mnet Asian Music Awards                     | Monsta X                              | Best Male Group                     | Номинация |
| 2019    | Mnet Asian Music Awards                     | Monsta X                              | Worldwide Fans' Choice TOP10        | Победа    |
| 2019    | Mnet Asian Music Awards                     | Monsta X                              | World Performer                     | Победа    |
| 2019    | Mnet Asian Music Awards                     | «Alligator»                           | Song of the Year                    | Номинация |
| 2019    | Mnet Asian Music Awards                     | «Alligator»                           | Best Dance Performance — Male Group | Номинация |
| 2020    | Golden Disk Awards                          | Monsta X                              | Popularity Award                    | Номинация |
| 2020    | Golden Disk Awards                          | «Take.2 We Are Here»                  | Album Division Bonsang              | Победа    |
| 2020    | Gaon Chart Music Awards                     | Monsta X                              | The World K-Pop Star                | Победа    |
| 2020    | Seoul Music Awards                          | Monsta X                              | Bonsang                             | Победа    |
| 2020    | The Fact Music Awards                       | Monsta X                              | Artist Of The Year                  | Победа    |
| 2020    | Asia Artist Awards                          | Monsta X                              | Stage of the Year (Daesang)         | Победа    |
| 2020    | MelOn Music Awards                          | Monsta X                              | Best Performance                    | Победа    |
| 2020    | Mnet Asian Music Awards                     | Monsta X                              | Best Stage                          | Победа    |
| 2022    | MelOn Music Awards                          | Monsta X                              | Global Artist                       | Победа    |

### Государственные награды
| Год  | Страна      | Награда                                                         |
| ---- | ----------- | --------------------------------------------------------------- |
| 2019 | Южная Корея | Награда от Министра культуры, спорта и туризма Республики Корея |

### Музыкальные программы
| Шоу                     | Дата       | Композиция |
| ----------------------- | ---------- | ---------- |
| Mnet M!Countdown        | 01.11.2018 | Shoot Out  |
| Mnet M!Countdown        | 28.02.2019 | Alligator  |
| Mnet M!Countdown        | 07.11.2019 | Follow     |
| SBS MTV The Show        | 14.11.2017 | Dramarama  |
| SBS MTV The Show        | 17.04.2018 | Jealousy   |
| SBS MTV The Show        | 30.10.2018 | Shoot Out  |
| SBS MTV The Show        | 26.02.2019 | Alligator  |
| SBS MTV The Show        | 05.11.2019 | Follow     |
| SBS MTV The Show        | 02.06.2020 | Fantasia   |
| SBS MTV The Show        | 10.11.2020 | Love Killa |
| KBS Music Bank          | 02.11.2018 | Shoot Out  |
| KBS Music Bank          | 01.03.2019 | Alligator  |
| MBC Music Show Champion | 31.10.2018 | Shoot Out  |
| MBC Music Show Champion | 27.02.2019 | Alligator  |
| MBC Music Show Champion | 11.11.2020 | Love Killa |

## Концерты и туры

### Азиатские туры
- The First Live «X-Clan Origins» (2016—2017)
- Japan First Live Tour "Piece (2018)

### Мировые туры
- The First World Tour «Beautiful» (2017)
- The Second World Tour «The Connect» (2018)
- The Third World Tour «We Are Here» (2019)[150]